# Dženifera Ģērmane
Dženifera Ģērmane (ur. 24 marca 2003) – łotewska narciarka alpejska, złota medalistka mistrzostw świata juniorów.

## Kariera
Po raz pierwszy na arenie międzynarodowej pojawiła się 16 listopada 2019 roku w zawodach juniorskich w Pass Thurn, zajmując trzecie miejsce w slalomie. W 2021 roku wystartowała na mistrzostwach świata juniorów w Bansku, gdzie nie ukończyła pierwszego przejazdu giganta i nie zakwalifikowała się do drugiego przejazdu slalomu. Startowała też na mistrzostwach świata juniorów w Portes du Soleil w 2024 roku, gdzie zwyciężyła w slalomie.
W zawodach Pucharu Świata zadebiutowała 10 stycznia 2023 roku we Flachau, gdzie nie ukończyła pierwszego przejazdu w slalomie. Pierwsze pucharowe punkty wywalczyła 29 grudnia 2023 roku w Lienzu, kończąc rywalizację w slalomie na 22. pozycji.
Wystąpiła na mistrzostwach świata w Cortina d’Ampezzo w 2021 roku, gdzie zajęła 24. miejsce w slalomie. Na rozgrywanych dwa lata później mistrzostwach świata w Courchevel/Meribel w tej samej konkurencji zajęła 29. miejsce.
Jej matka, Ulla Lodziņa, także uprawiała narciarstwo alpejskie.

## Osiągnięcia

### Mistrzostwa świata
| Miejsce | Dzień     | Rok  | Miejscowość        | Konkurencja | Czas biegu | Strata | Zwyciężczyni          |
| ------- | --------- | ---- | ------------------ | ----------- | ---------- | ------ | --------------------- |
| DNF1    | 18 lutego | 2021 | Cortina d’Ampezzo  | Gigant      | 2:30,66    | –      | Lara Gut-Behrami      |
| 24.     | 20 lutego | 2021 | Cortina d’Ampezzo  | Slalom      | 2:30,66    | +5,68  | Katharina Liensberger |
| 29.     | 18 lutego | 2023 | Courchevel/Méribel | Slalom      | 1:43,15    | +2,86  | Laurence St-Germain   |

### Mistrzostwa świata juniorów
| Miejsce | Dzień    | Rok  | Miejscowość      | Konkurencja | Czas biegu | Strata | Zwyciężczyni          |
| ------- | -------- | ---- | ---------------- | ----------- | ---------- | ------ | --------------------- |
| DNF1    | 9 marca  | 2021 | Bansko           | Gigant      | 1:46,54    | –      | Hanna Aronsson Elfman |
| DNQ2    | 10 marca | 2021 | Bansko           | Slalom      | 1:40,24    | –      | Sophie Mathiou        |
| 1.      | 3 lutego | 2024 | Portes du Soleil | Slalom      | 1:22,98    | -      | -                     |

### Puchar Świata

#### Miejsca w klasyfikacji generalnej
- sezon 2023/2024:

#### Miejsca na podium w zawodach
Ģērmane nie stawała na podium zawodów PŚ.